# Jana Pekařová
Jana Pekařová (* 25. května 1941) byla česká a československá politička Komunistické strany Československa a poslankyně Sněmovny lidu Federálního shromáždění za normalizace.

## Biografie
K roku 1981 se profesně uvádí jako zástupkyně ředitele Střední zdravotní školy v Kroměříži. Ve volbách roku 1981 zasedla do Sněmovny lidu (volební obvod č. 100 - Kroměříž, Jihomoravský kraj). Mandát obhájila ve volbách roku 1986 (obvod Kroměříž). Ve Federálním shromáždění setrvala do ledna 1990, kdy rezignovala na svůj post v rámci procesu kooptací do Federálního shromáždění po sametové revoluci. Nahradil ji Zdeněk Jaroň.